# Crown Point (Indiana)
Crown Point város az USA Indiana államában. Lakosainak száma 33 899 fő (2020. április 1.).

## Népesség
A település népességének változása:

| 2010 | 27 317 |
| 2020 | 33 899 |